# Grigor Hakhinyan
Grigor Akhinyan (armensk: Գրիգոր Մուշեղի Հախինյան tr. Grigor Musjegi Hakhinyan, russisk: Григор Мушегович Ахинян tr. Grigor Musjegovitj Akhinjan ; født den 20. april 1926 i Jerevan i Transkaukasiske SFSR i Sovjetunionen , død den 6. marts 1991) var en armensk/sovjetisk komponist og lærer.
Hakhinyan studerede kompostion på Jerevan Musikkonservatorium hos Gregori Egiazaryan, og han blev senere lærer på samme skole i komposition. Hakhinyan skrev fire symfonier, orkesterværker, koncertmusik, kammermusik, operaer, sange, korværker, balletmusik, folkloremusik etc. Han hører til de vigtige komponister fra Armenien.

## Udvalgte værker
- Symfoni nr. 1 (1969) - for orkester
- Symfoni nr. 2 (1976) - for orkester
- Symfoni nr. 3 (1978) - for orkester
- Symfoni nr. 4 (1980) - for orkester